# Cold End
Ein Cold End bezeichnet in der Rundfunksprache ein Lied mit abruptem Ende.
Cold Ends werden gerne gespielt, wenn eine klare Programmabgrenzung erfolgen soll, zum Beispiel zum Beginn von Nachrichten. Normalerweise würden Ausblendungen oder Moderationen in das Ende des Liedes hinein erfolgen oder ein Jingle gefahren.
Da die genannten Methoden jedoch durch ihre Wirkung (nämlich kontinuierliche Sendung) suggerieren, dass das Programm fortgesetzt wird, eignen sie sich schlecht zur „aggressiven“ Abgrenzung von Sendungen oder Themen.
Jugendradios benutzen Cold Ends seltener als CHR- (Contemporary Hit Radio) oder Hot AC- (Hot Adult Contemporary, in etwa: „Popmusik aus den aktuellen Charts“) Wellen, da sie eine andere Zielgruppe bedienen. 